# Мюллер, Петер (акушер)
Петер Мюллер (нем. Peter Müller; 21 ноября 1836, Новый Орлеан — 1922) — немецкий гинеколог.
Учился в Тюбингене и Вюрцбурге, ассистировал известному гинекологу Фридриху Сканцони. В 1868 г. в Вюрцбурге же защитил докторскую диссертацию «Исследования сокращения влагалищной части шейки матки в поздние месяцы беременности» (нем. Untersuchungen über die Verkürzung der Vaginalportion in den letzten Monaten der Gravidität). С 1874 г. профессор Бернского университета и директор родовспомогательного и гинекологического института там же.
Основной труд Мюллера — 500-страничная монография «Женские болезни в их взаимосвязи с репродуктивной функцией» (нем. Die Krankheiten des weiblichen Körpers in ihren Wechselbeziehungen zu den Geschlechtsfunctionen; 1888). Напечатал также множество работ по отдельным вопросам гинекологии: «Современное кесарево сечение» (нем. Der moderne Kaiserschnitt; 1882), «Бесплодие в браке» (нем. Die Unfruchtbarkeit der Ehe; 1885), «Пороки развития матки» (нем. Entwickelungsfehler des Uterus; 1885), «О проведении аборта» (нем. Über Behandlung des Abortus; 1896) и др.